# Maybelle Carter
Maybelle Carter, narozená jako Maybelle Addington (10. května 1909 Nickelsville, Virginie – 23. října 1978 Nashville, Tennessee) byla americká country muzikantka, členka Carter Family ve dvacátých létech a třicátých létech 20. století a také členka Mother Maybelle and the Carter Sisters.

## Život
Maybelle Carterová se narodila jako Maybelle Addington 10. května 1909 v Nickelsville ve Virginii. Byla to dcera Margaret Elizabeth (rozené Kilgore, 1879 – 1960) a Hugh Jackson Addington (1877 – 1929). Podle rodinné tradice, rodina Addingtonů ve Virginii pochází z bývalého britského premiéra Henry Addington, 1. vikomta Sidmouth.
13. března 1926 si Maybelle vzala s Ezru Cartera. Měli tři dcery, Helen, Valerie June (známější v pozdějším životě jako June Carter Cash) a Anitu.
Byla členkou původní Carter Family, kterou založila v roce 1927 se svým švagrem A. P. Carterem, který byl ženatý se sestřenicí Sarou, která je také součástí tria. Carter Family byla jednou z prvních komerčních venkovských hudebních skupin. Maybelle, která hrála autoharp a banjo stejně jako kytarista skupiny, vytvořila pro skupinu jedinečný zvuk s inovativním stylem gitarové hry "scratch", kde použila svůj palec, aby hrála melodii na basových a středních strunách a ukazovák pro vyplnění rytmu. Ačkoli sama Maybelle nejprve převzala tuto techniku od kytaristy Lesley Riddle, stalo se to široce známé jako technika Carter Family, indikace stěžejní role skupiny v popularizaci stylu.
Maybelle Carter zemřela v roce 1978 po několika letech špatného zdravotního stavu a byla pohřbena vedle svého manžela Ezry v Hendersonville Memory Gardens v Hendersonville v Tennessee. Všechny tři jejich dcery, "The Carter Sisters" – Helen, June, a Anita – jsou pohřbeny poblíž na stejném hřbitově.

## Diskografie
- 1960 	Mother Maybelle Carter 		 Ambassador Records
- 1963 	Mother Maybelle and Her Autoharp Smash Records
- 1963 	Pickin' and Singin'
- 1964 	Queen of the Autoharp 		 Kapp Records
- 1965 	A Living Legend 		 Columbia Records
- 1973 	Mother Maybelle Carter